# Basquiat – Taniec ze śmiercią
Basquiat – Taniec ze śmiercią (ang. Basquiat) – amerykański film biograficzny z 1996 roku w reżyserii Juliana Schnabla. Schnabel, sam malarz, opowiada historię życia awangardowego artysty Jeana-Michela Basquiata (1960-1988). Jednym ze scenarzystów był Lech Majewski. Zdjęcia kręcono w Nowym Jorku.

## Fabuła
Film przedstawia życie Basquiata od jego dzieciństwa w rodzinie haitańsko-portorykańskiej. Malarz urodził się w Nowym Jorku i tam działał; na początku jako autor graffiti posługujący się pseudonimem SAMO. Bywał bezdomny, ale powoli przebijał się do artystycznego światka. Przełomem okazała się znajomość z Andym Warholem. Basquiat zdobywał coraz większe uznanie, przyszły sukcesy finansowe, jednak popadł w narkomanię, co miało katastrofalne skutki dla jego psychiki i zakończyło się przedwczesną śmiercią w wyniku zmieszania kokainy z heroiną.